# Patissa geminalis
Patissa geminalis là một loài bướm đêm trong họ Crambidae.